# Sphegina flavomaculata
Sphegina flavomaculata är en tvåvingeart som beskrevs av Malloch 1922. Sphegina flavomaculata ingår i släktet midjeblomflugor, och familjen blomflugor. Inga underarter finns listade i Catalogue of Life.